# Thurberiphaga catalina
Thurberiphaga catalina är en fjärilsart som beskrevs av Dyar 1919. Thurberiphaga catalina ingår i släktet Thurberiphaga och familjen nattflyn. Inga underarter finns listade i Catalogue of Life.